# Asaphida
Ordre
Les Asaphida sont un ordre fossile de trilobites (arthropodes marins primitifs). Il s'agit du deuxième ordre le plus diversifié avec environ 720 genres et 20 % des trilobites décrits.

## Classification
L'ordre des Asaphida est décrit en 1864 par la paléontologue anglais John William Salter selon PaleoDB, et en 1988 par Fortey (d) & Chatterton (d) selon BioLib.

## Description
Les espèces membres de l'ordre Asaphida se caractérisent par des synapomorphies potentielles d'un type protaspide asaphoïde et une suture céphalique médiane ventrale.

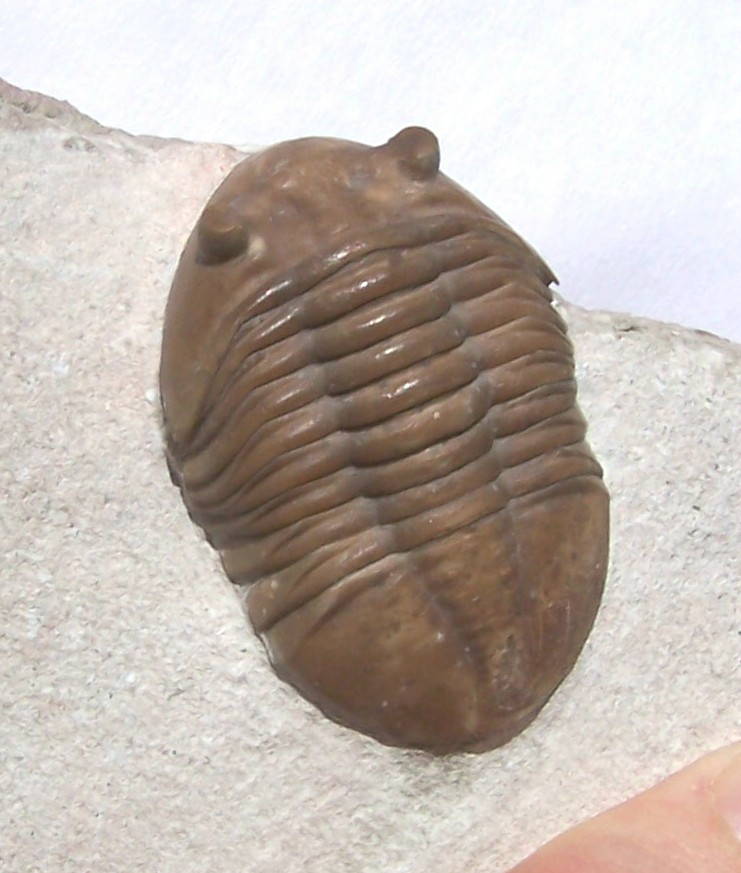
Asaphus lepidurus
(Ordovicien près de Saint-Petersbourg).

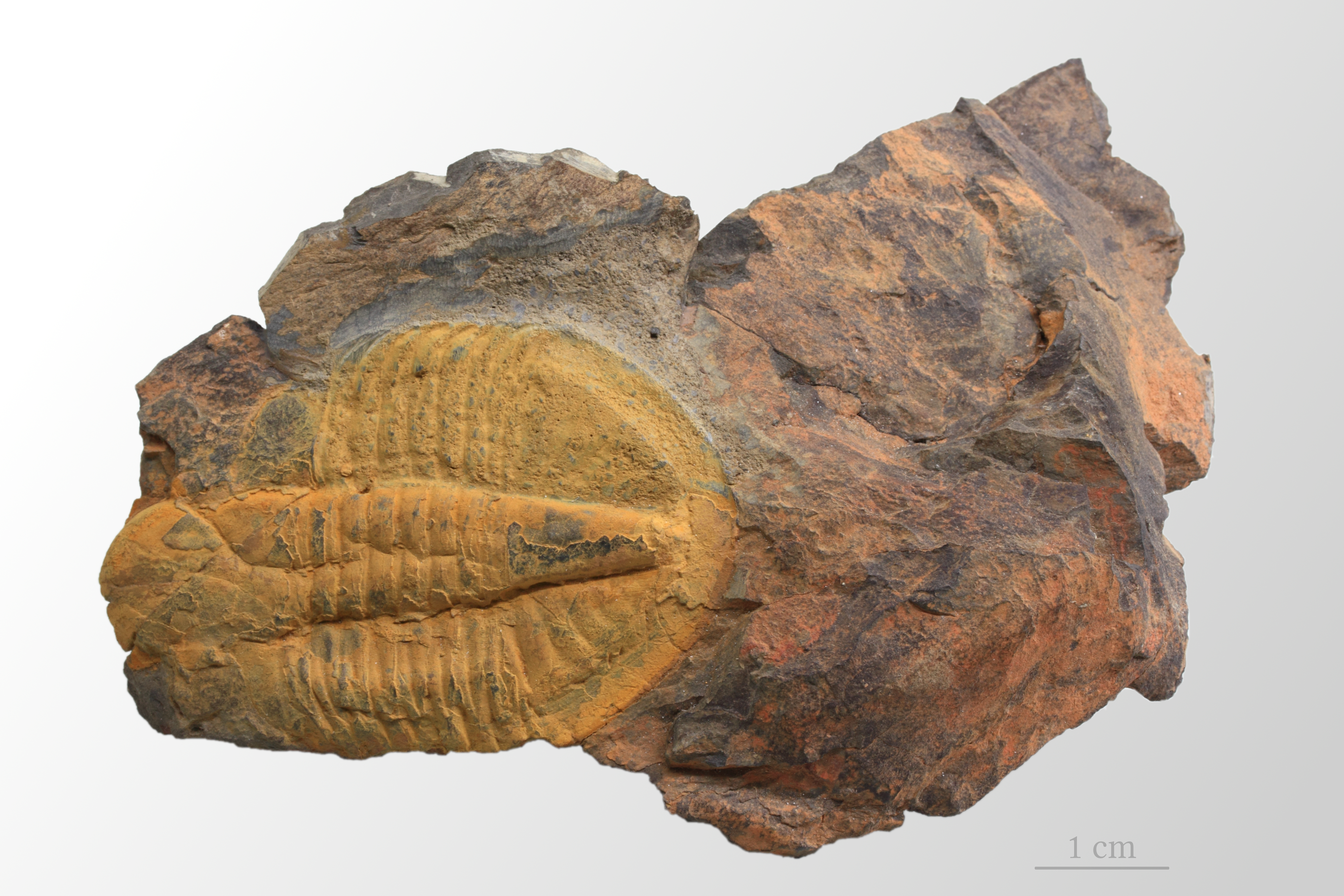
Niobella cf. fourneti
Ordovicien de Saint-Nazaire-de-Ladarez (Hérault, France)
Muséum de Toulouse.

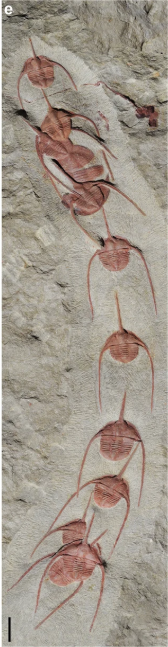
Fossiles d'Ampyx priscus
du biotope de Fezouata (Trémadocien du Maroc)
alignés en « file indienne » lors d'une migration ou regroupement.

## Distribution stratigraphique
Cambrien (Série 3) - Silurien (Ludlow) 

## Liste des super-familles et familles
Selon BioLib (18 juin 2021) :
- super-famille Anomocaroidea †
  - famille Andrarinidae Raymond, 1937 †
  - famille Anomocarellidae Hupé, 1955 †
  - famille Anomocaridae Poulsen, 1927 †
  - famille Aphelaspididae Palmer, 1960 †
  - famille Parabolinoididae Lochman, 1956 †
  - famille Pterocephaliidae Kobayashi, 1935 †
- super-famille Asaphoidea Burmeister, 1843 †
  - famille Asaphidae Burmeister, 1843 †
  - famille Ceratopygidae Linnarsson, 1869 †
- super-famille Cyclopygoidea Raymond, 1925 †
  - famille Cyclopygidae Raymond, 1925 †
  - famille Nileidae Angelin, 1854 †
  - famille Taihungshaniidae Sun, 1931 †
- super-famille Dikelocephaloidea Miller, 1889 †
  - famille Dikelocephalidae Miller, 1889 †
  - famille Dikelokephalinidae Kobayashi, 1936 †
  - famille Eurekiidae Hupé, 1953 †
  - famille Ptychaspididae Raymond, 1924 †
  - famille Saukiidae Ulrich & Resser, 1930 †
- super-famille Remopleuridoidea Hawle & Corda, 1847 †
  - famille Auritamidae Öpik, 1967 †
  - famille Bohemillidae Barrande, 1872 †
  - famille Hungaiidae Raymond, 1924 †
  - famille Idahoiidae Lochman, 1956 †
  - famille Remopleurididae Hawle & Corda, 1847 †
- famille Monkaspididae Kobayashi, 1935 †
- famille Rhyssometopidae Öpik, 1967 †

### Publication originale
- (en) R. A. Fortey et B. D. E. Chatterton, « Classification of the trilobite suborder Asaphina », Palaeontology, Londres, Wiley-Blackwell et Palaeontological Association, vol. 31, no 1,‎ 1988, p. 165-222 (ISSN 0031-0239 et 1475-4983, OCLC 44674714 et 1761779, lire en ligne).